# Muggendorf (Baixa Áustria)
Muggendorf (Baixa Áustria) é um município da Áustria localizado no distrito de Wiener Neustadt-Land, no estado de Baixa Áustria.